# Валенсия, Эвер
Э́вер Аугу́сто Вале́нсия Руи́с (исп. Ever Augusto Valencia Ruiz; род. 23 января 1997 года, Вильявисенсио, Колумбия) — колумбийский футболист, полузащитник клуба «Америка».

## Клубная карьера

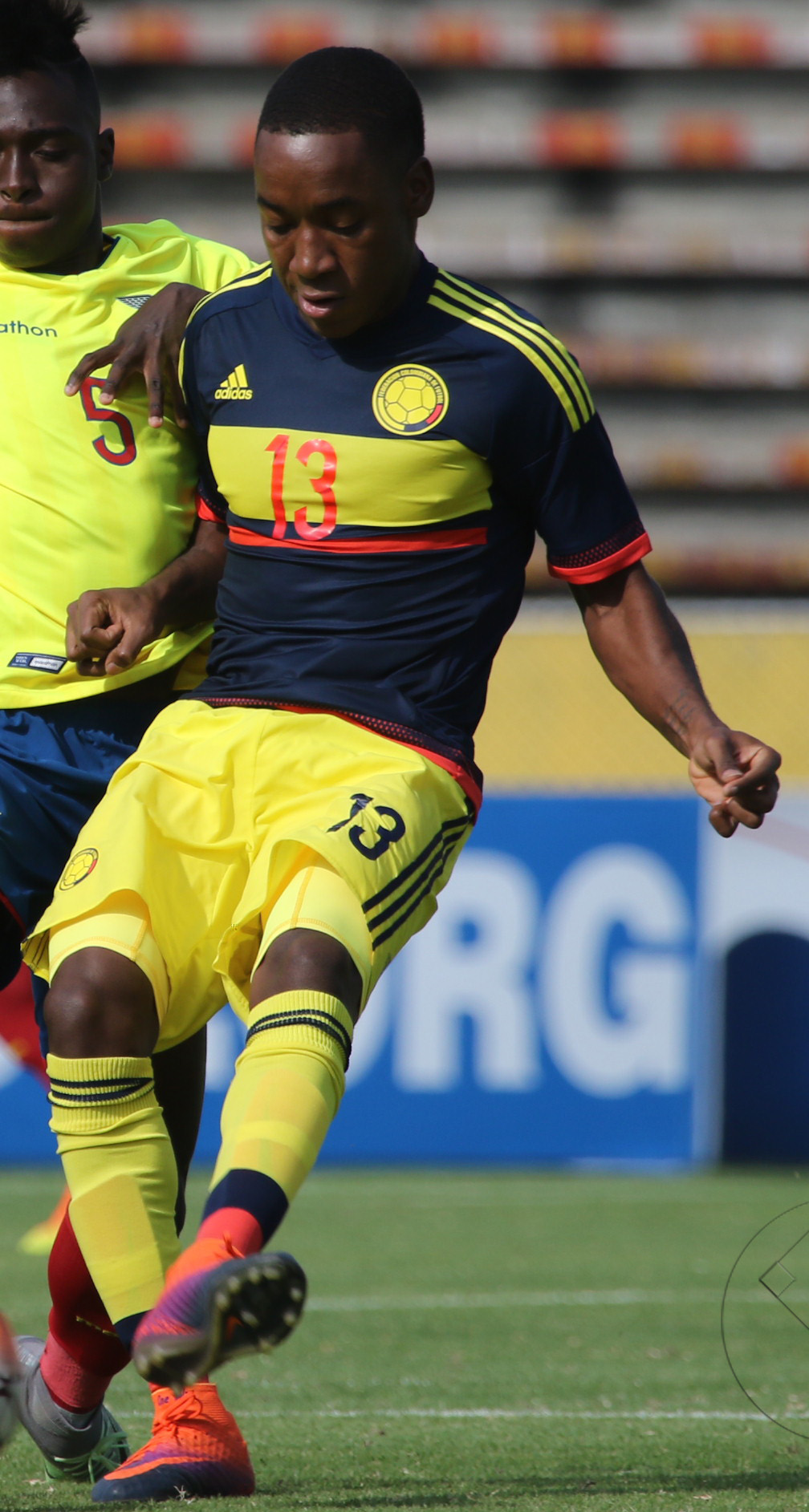
Валенсия в составе молодёжной сборной Колумбии

Валенсия — воспитанник клуба «Индепендьенте Медельин». 26 июля 2015 года в матче против «Депортес Толима» он дебютировал в Кубке Мустанга. 15 мая 2016 года в поединке против «Онсе Кальдас» Эвер забил свой первый гол за «Индепендьенте Медельин». В начале 2017 года Валенсия на правах аренды перешёл в польскую «Вислу». 22 апреля в матче против «Гурника» он дебютировал в польской Экстраклассе.

## Международная карьера
В 2017 года Валенсия в составе молодёжной сборной Колумбии принял участие в молодёжного чемпионата Южной Америки в Эквадоре. На турнире он сыграл в матчах против команд Уругвая, Чили, Венесуэлы, Аргентины, а также дважды против Бразилии и Эквадора. В поединках против эквадорцев, чилийцев и бразильцев Эвер забил по голу.